# Rolando Cordera Campos
Rolando Cordera Campos (Manzanillo, Colima; 31 de enero de 1942) es un economista y político mexicano.
Es licenciado en Economía por la UNAM, con estudios de posgrado por la London School of Economics, en Londres, Inglaterra. Ha sido nombrado por la UNAM profesor emérito y doctor honoris causa por la UAM.
Es investigador del Sistema Nacional de Investigadores desde 2002.
Coordinador del Programa Universitario  de Estudios del Desarrollo, colaborador semanal del periódico La Jornada, colaborador catorcenal del diario El Financiero, donde cada dos jueves publica una columna de opinión, miembro del consejo editorial de la revista Economíaunam de la UNAM. Miembro del Instituto de Estudios para la Transición Democrática y de la Academia Mexicana de Economía Política, Presidente de la Fundación Pereyra, A.C. y Director de la revista Configuraciones.

## Publicaciones
- Los determinantes sociales de la salud en México 2012
- Cuarto Diálogo Nacional  para un México Social 2012
- México frente a la crisis. Hacia un nuevo curso de desarrollo, Manifiesto Lineamientos de política para el crecimiento sustentable y la protección social universal 2012
- México La disputa por la nación perspectivas y opciones de desarrollo 2.ª. Edición 2010
- México frente a la crisis. Hacia un nuevo curso de desarrollo 2010
- La perenne desigualdad 2017